# Mathias Sauer
Mathias Dahl Sauer (født 26. januar 2004) er en dansk fodboldspiller, der spiller som offensiv midtbanespiller for den norske klub, Egersunds IK, hvortil han kom fra danske AGF.

## Karriere

### AGF
Sauer er fra Rønde og spillede i den lokale klub Thorsager Rønde IF (TRIF), inden han kom ind i AGF's ungdomsafdeling. Han var en kort overgang hos Silkeborg IF i denne klubs ungdomsafdeling, inden han, stadig som ungdomsspiller, vendte tilbage til AGF. Her blev han fast spiller på klubbens U/19-hold, hvor han scorede 15 mål i 54 kampe, og han fik desuden debut på førsteholdet i foråret 2021 i en kamp mod FC Midtjylland, inden han i foråret 2023 fik en professionel kontrakt og blev en fast del af førsteholdstruppen. I foråret 2024 forlængede han kontrakten med AGF frem til 2027.

### Haugesund
Samtidig med kontraktforlængelsen i foråret 2024 blev Sauer udlejet for resten af året til norske FK Haugesund. Her spillede han 29 kampe og scorede et enkelt mål, inden han i begyndelsen af 2025 vendte tilbage til AGF.

### Egersund
Han blev kort efter igen udlejet til norsk fodbold, denne gang til Egersunds IK i den næstbedste liga. Her spillede han i foråret 2025 11 kampe og scorede tre mål. Dette førte til, at han i sommeren samme år skiftede på en permanent aftale til klubben.

### Landshold
Sauer har fået enkelte kampe på et par af de danske ungdomslandshold.